# Georg Loos
Georg Loos (22 giugno 1943 – Stoccarda, 6 marzo 2016) è stato un pilota automobilistico tedesco.

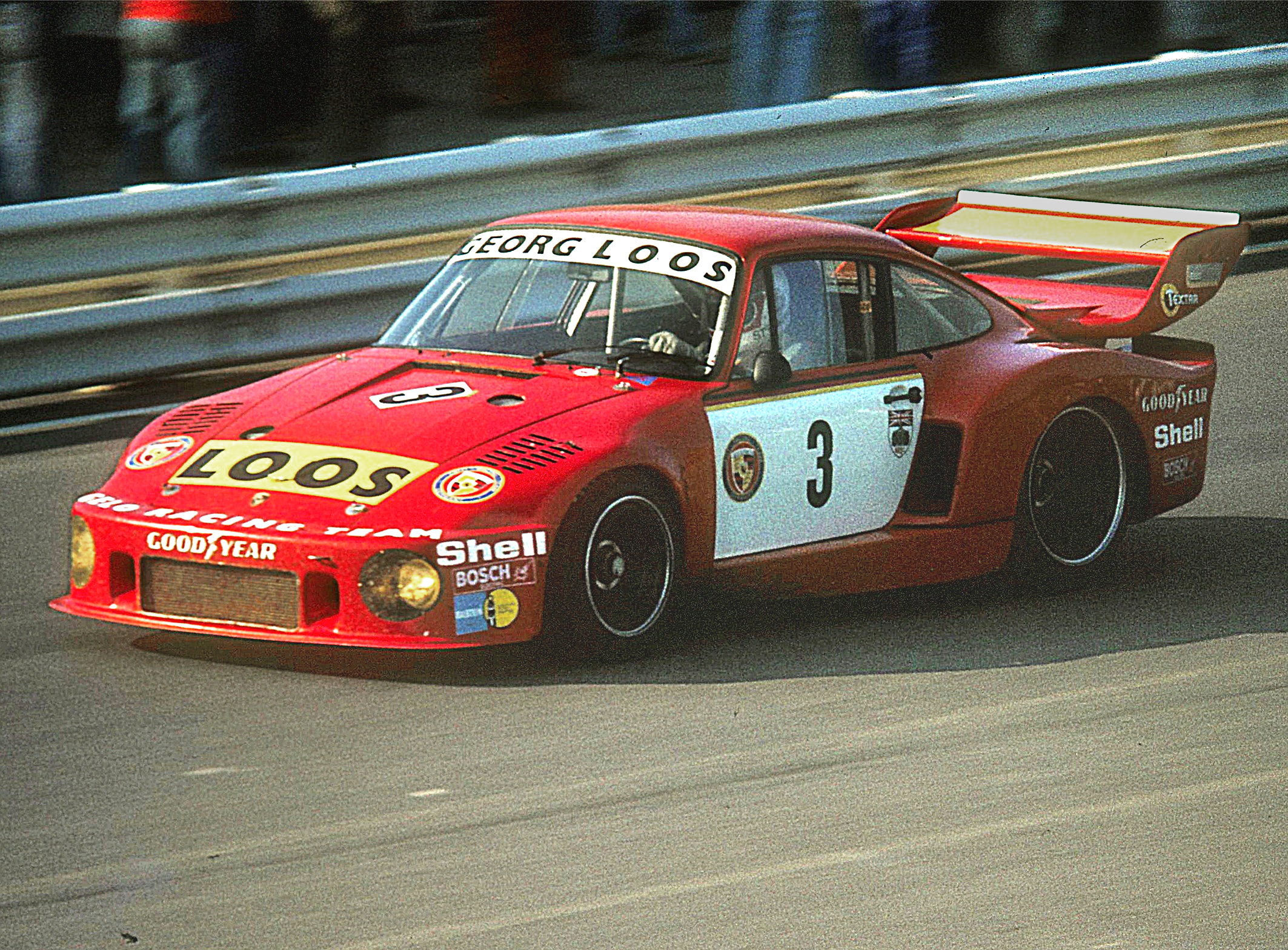
La Porsche 935 del team Georg Loos vittoriosa alla 1000 chilometri del Nürburgring nel maggio 1977

La sua carriera come pilota si svolse dal 1968 al 1974 nelle gare riservate alle vetture sport; nel 1970 ha fondato un suo team, il "Gelo Racing Team".
Con questa squadra ottenne il quinto posto assoluto e la vittoria di classe nella 24 Ore di Le Mans 1975, oltre al titolo nel Deutsche Rennsport Meisterschaft del 1977 grazie a Rolf Stommelen

## Palmarès
- 1970: 500 chilometri di Zolder